# Archaellum
O archaellum (arcaelo) (plural archaella ou arcaelos, e anteriormente conhecido como "flagelo arqueano") é uma estrutura encontrada apenas na superfície celular de muitos organismos pertencens às Archaea. Até ao momento, esta é a única estrutura conhecida em archaea que permite a locomoção em meio líquido. O arcaelo consiste num filamento rígido em forma de hélice associado à superfície celular através de um motor intramembranar. Este motor, composto por proteínas citosólicas, integrais de membrana, e pseudo-periplasmáticas - é responsável pela polimerização do filamento do arcaelo e pela sua rotação. A rotação desta hélice propulsiona os microrganismos em meio líquido, de um modo semelhante à propulsão conseguida pela hélice de um barco. O análogo bacteriano do arcaelo é o flagelo, que também permite às bactérias moverem-se em meio líquido. Embora o movimento do flagelo e do arcaelo seja por vezes associado ao movimento de um chicote, esta analogia é incorreta; uma metáfora mais apropriada seria dizer que ambas estas estruturas funcionam como um saca-rolhas enquanto gira.
Os primeiros estudos sobre "flagelos arqueanos" identificaram várias diferenças entre o arcaelo e o flagelo, embora essas diferenças tenham sido descartadas como uma possível adaptação aos ambientes ecológicos extremos onde se sabia que as archaea habitavam. Quando os primeiros genomas de organismos pertencentes às Archaea foram sequenciados, tornou-se óbvio que nenhum deles possuía genes que codificam para nenhuma das proteínas que fazem parte do flagelo, estabelecendo assim que o sistema de locomação das arquéias é fundamentalmente diferente daquele das bactérias. Para evidenciar a diferença entre esses dois organelas, o nome archaellum (arcaelo, de um modo mais aportuguesado).
Archaella são evolutivamente e estruturalmente relacionados aos sistemas de Filamentos de Tipo Quatro (TFF em inglês ("type four filaments")). A família de proteínas TFF aparenta ter sido originada no último ancestral comum universal, de onde se diversificou no arcaelo, pili de tipo IV, Sistemas de Secreção de Tipo II e pili Tad.

## História
As primeiras observações do que agora se conhece como arcaelo ocorreram possivelmente há mais de 100 anos, antes mesmo da identificação do domínio archaea. As Archaea foram identificadas inicialmente em 1977 por Carl Woese e George E. Fox, e os três domínios da vida ( Eucarya, Archaea e Bacteria ) foram propostos 10 anos depois. Ainda na década de 1970, foi sugerido pela primeira vez que as proteínas que compõem o filamento do arcaelo são distintas daquelas que polimerizam o filamento do flagelo. Na década seguinte, tornou-se óbvio que todos os arcaelos até então estudados possuíam algumas características "estranhas", como a forte presença de glicosilação em arcaelinas (isto é, os monómeros que formam o filamento do arcaelo). Esta descoberta foi possível em parte dado que foi possível clonar genes de arcaelinas. A "estranheza" do arcaelo foi confirmada no final da década de 1990, quando as primeiras sequenciações do genoma de espécies de archaea foram publicadas, nomeadamente as de Methanocaldococcus jannaschii em 1996, Archaeoglobus fulgidus em 1977 e Pyrococcus horikoshii em 1998 Embora os genes de arcaelinas tenham sido identificados em todos esses três genomas, não foi possível identificar nenhum gene homólogo aos envolvidos na flagelação. Além da evidência de que o arcaelo não está relacionado com o flagelo, foi também nessa época que as semelhanças entre o arcaelo e o pili de tipo iv (T4P) se tornaram mais claras. Uma das evidências mais óbvias na época foi a observação de que as arcaelinas são sintetizadas no citoplasma como pré-proteínas, com um peptídeo-sinal que precisa ser removido antes da inserção da proteína maturada, presumivelmente na base do filamento arcaelar em polimerização. As flagelinas, por outro lado, não são sintetizadas como pré-proteínas. Em vez disso, as flagelinas são sintetizadas na sua forma processada, e viajam através do lúmen do filamento flagelar (que é, portanto, oco) e polimerizam na extremidade do filamento. Foi baseado nas semelhanças entre o arcaelo e os pili de tipo IV que em 1996 a primeira proposta de como ocorre a biogénese do arcaelo foi publicada. A década seguinte viu avanços significativos no conhecimento sobre o arcaelo. A enzima responsável pelo processamento do péptido de sinal foi identificada, assim como os outros genes considerados parte do operão que codifica para as proteínas do arcaelo (conhecido como operão arl). Curiosamente, foi também durante este período que se identificou que o arcaelo do organismo Halobacterium salinarum utiliza a hidrólise de ATP  como fonte de energia para a rotação do filamento. Embora as semelhanças entre T4P e o arcaelo sugerissem que este organelo utilizasse a hidrólise de ATP como fonte de energia, esta descoberta identificou outra grande diferença entre o arcaelo e o flagelo, já que a energia para a rotação do flagelo é fornecida através de um potencial eletro-químico através da membrana. Durante esta altura também tomaram lugar algumas das primeiras investigações sobre quimiotaxia em arqueias. Curiosamente, apesar de terem motores diferentes, arqueas e bactérias têm mecanismos quimiotáticos notavelmente semelhantes.
Durante a década de 2010, estudos sobre os produtos genéticos do operão arl permitiram estabelecer qual a função de muitas das proteínas "acessórias" do arcaelo, ou seja, proteínas que compõem o motor deste organelo. Foi possível definir um conjunto mínimo de componentes necessários para um arcaelo funcional: a arcaelina (um único tipo ou vários de arcaelinas), a prepilina peptidase que processa o péptido sinal da pré-arcaelina e as proteínas ArlC / D / E / F / G / H / I / J. Nos filos Crenarchaeota os genes para as proteínas ArlC / D / E não são encontrados; ao invés disso, organismos arcaelados deste filo possuem o gene que codifica a proteína ArlX, que se julga ter uma função semelhante às proteínas ArlC / D / E Com base em toda a evidênciaa acumulada sobre a natureza única do arcaelo, em 2012 Ken Jarrell e Sonja-Verena Albers propuseram que esta estrutura não fosse chamada de "flagelo arqueano", mas sim de "arcaelo" Apesar de algumas críticas iniciais, o nome agora é amplamente aceite na comunidade científica e, a 6 de julho de 2021, uma pesquisa no PubMed pelos termos "archaella" ou "archaellum" recuperou mais resultados nos últimos anos do que os termos "archaeal flagellum" ou "archaeal flagella".
A investigação sobre o arcaelo continua, tanto relacionadas com a biologia básica desta estrutura, como quanto aos seus papéis ecológicos, e até mesmo potenciais aplicações biotecnológicas. Algumas das questões que permanecem em aberto encontram-se relacionadas com a regulação da expressão genética do operão arl, a ultraestrutura do motor do arcaelo, e a função de alguns componentes do motor deste organelo.

## Estrutura

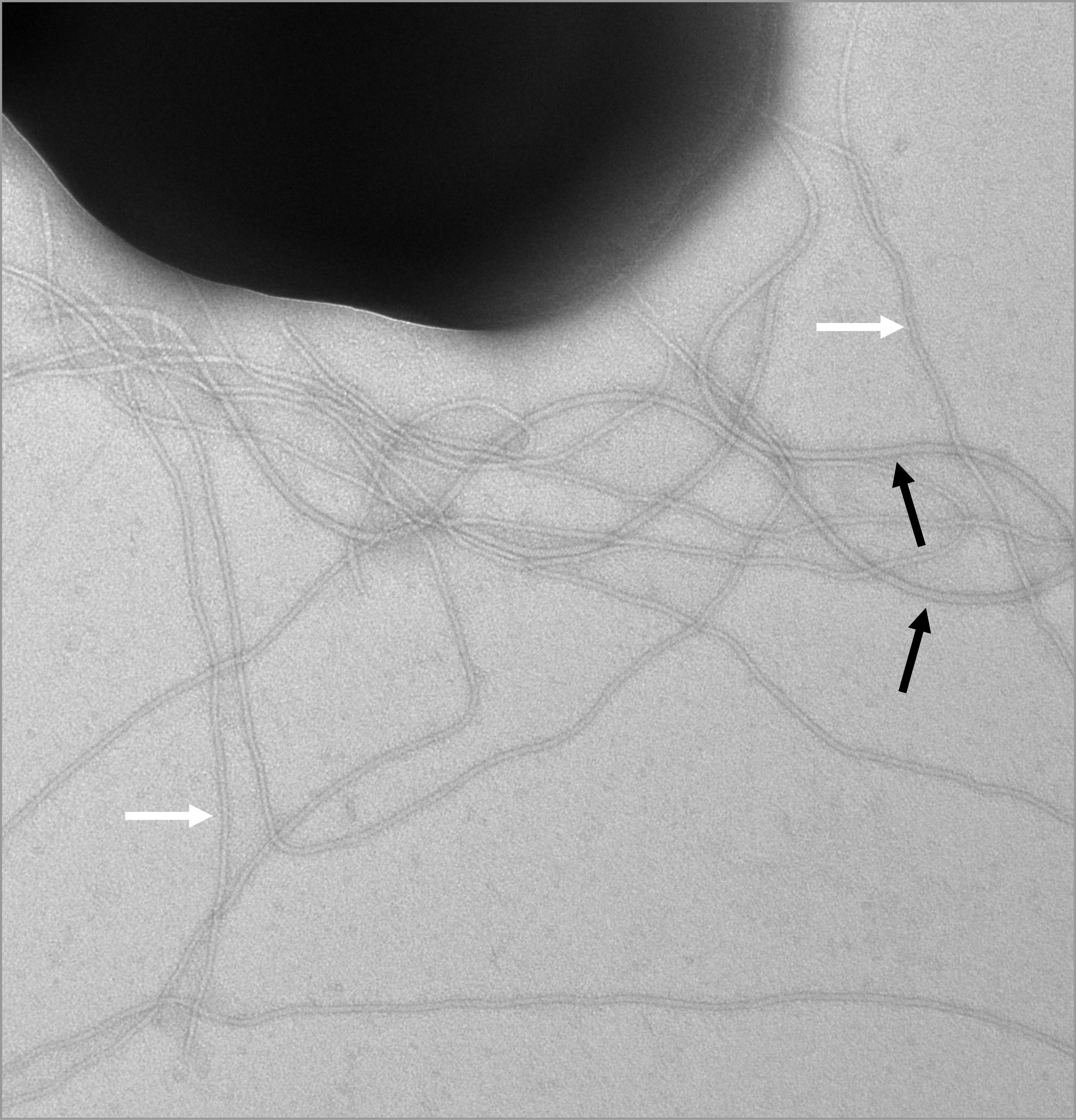
Micrografias eletrónicas de Sulfolobus acidocaldarius MW001 durante o crescimento normal. Indicação de arcaelos (setas pretas) e pili (setas brancas). Coloração negativa com acetato de uranilo

### Componentes

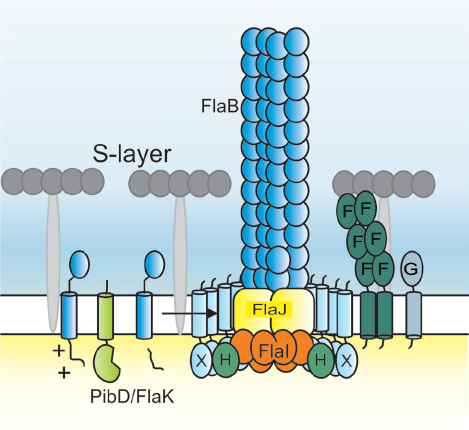
Modelo de 2015 do arcaelo de organismos do filo Crenarchaeota.

A maioria das proteínas que compõem o arquelo são codificadas dentro de um locus genético. Este locus genético contém 7-13 genes que codificam proteínas envolvidas na biogénese ou mecanismo do arcaelo. O locus genético contém genes que codificam arcaelinas ( arlA e arlB ) - os componentes estruturais do filamento - e componentes motores ( arlI, arlJ, arlH ). O locus além disso codifica outras proteínas acessórias (arlG, arlF, arlC, arlD, arle, e arl X). ArlX é encontrado apenas em Crenarchaeota e ArlCDE (que podem existir como proteínas individuais ou como proteínas de fusão) em Euryarchaeota. Acredita-se que ArlX e ArlCDE tenham funções semelhantes, e acredita-se que uma proteína desconhecida também desempenhe a mesma função em Thaumarchaeota.
O operão que codifica o arcaelo costumava ser historicamente conhecido como fla (de "flagelo"), mas de modo a evitar confusão com o flagelo bacteriano e ser consistente com o resto da nomenclatura (archaelo, arcaelinas), foi recentemente proposta a sua renomeação para arl. Consequentemente, o nome dos genes também é diferente (por exemplo, flaJ agora é arlJ ). Na literatura especializada ambas as nomenclaturas podem ser encontradas, sendo a nomenclatura arl cada vez mais utilizada a partir de 2018.
A análise genética em diferentes arquéias revelou que cada um dos componentes acima referidos é essencial para a biogénese do arcaelo. A prepilina peptidase (chamada PibD em crenarchaeota e ArlK (anteriormente FlaK) em euryarchaeota) é essencial para a maturação das arcaelinas e geralmente não se encontra no mesmo operão que as proteínas estruturais do arcaelo.
A proteína ATPase ArlI e a prepilina peptidase PibD/ArlK já foram ambas funcionalmente caracterizadas. ArlI forma um oligómero hexamérico que hidrolisa ATP e muito provavelmente gera energia para a biogénese do filamento do arcaelo e para a sua rotação. A enzima PibD processa o terminal N das arcaelinas imediatamente antes à sua polimerização. ArlH ( PDB 2DR3 ) tem um motivo RecA e domínios ATPase inactivos. Essa proteína é homóloga da KaiC, proteína central para a regulação do ritmo circadiano em cianobactérias. No entanto, essa função não é conservada; em vez disso, ArlH também exibe auto-fosforilação que parece modular a sua interação com a ATPase ArlI. Apesar da remoção do gene arlH do genoma de arquéias capazes de movimento resultar em perda de locomção, significando que esta proteína é essencial para a biogénese do arcaelo, a função da proteína ArlH no motor do arcaelo permanece um mistério. ArlI e ArlH interagem e, possivelmente em conjunto com a proteína de membrana ArlJ, formam o complexo central do motor. Em Crenarchaeota, este complexo pode ser circundado por uma estrutura formada por um anel composto por ArlX. Em Euryarchaeota, tomogramas obtidos por microscopia eletrónica criogénica sugerem que as proteínas ArlCDE formam uma estrutura abaixo do motor, possivelmente na ordem (de cima para baixo) ArlJ-ArlI-ArlH-ArlCDE. ArlF e ArlG possivelmente formam o estator deste complexo, fornecendo uma superfície estática contra a qual o rotor se pode mover, e também ancorando o motor ao envelope da célula, evitando assim a ruptura da membrana devido aquando da rotação do filamento. A estrutura de ArlCDE é desconhecida, mas este complexo (ou suas variações) parece ter uma função importante em fornecer uma ligação entre as proteínas envolvidas em quimiotaxia e as proteínas do motor do arcaelo no organismo Haloferax volcanii.
Apesar do número limitado de detalhes atualmente disponíveis a respeito da estrutura e biogénese do arcaelo, torna-se cada vez mais evidente a partir de vários estudos que o arcaelo desempenha papéis importantes numa variedade de processos celulares. Apesar das dissimilaridades estruturais com o flagelo bacteriano, a principal função até agora atribuída ao arquelo é permitir a locomoção em meios líquidas e semissólidos. Dados bioquímicos e biofísicos consolidaram ainda mais as primeiras observações da locomoção mediada pelo arcaelo em archaea. Tal como o flagelo bacteriano, o arcaelo também medeia a fixação a superfícies e a comunicação entre células. No entanto, ao contrário do flagelo bacteriano, o arcaelo não demonstrou desempenhar um papel importante na formação de biofilmes. Em biofilmes de arqueia, a única função proposta é até agora durante a fase de dispersão do biofilme, quando as células escapam do biofilme utilizando o arcaelo de modo a procurar novos ambientes.